# Bahnstrecke Jönköping–Gripenberg
| Ingaryddalen | |                                                 |                                                 |
| Streckennummer: | JGJ |                                                 |                                                 |
| Streckenlänge: | 44,1 km                                                                                                  |                                                 |                                                 |
| Spurweite: | 600 mm ab 1935 Jönköping–Husqvarna AB: 1435 mm                                                           |                                                 |                                                 |
| Streckengeschwindigkeit: | Jönköping–Rosendala 25 km/h Rosendala–Gisebo 20 km/h Gisebo–Brötjemark 25 km/h Brötjemark–Vireda 20 km/h |                                                 |                                                 |
| | |                                                 |                                                 |
| \| \| -0,4 \| Jönköping Strand \| Jönköping Strand \| \| \| \| von Jönköping C (ab 1935) \| \| \| \| 0,0 \| Jönköping Östra (bis 1935) \| Jönköping Östra (bis 1935) \| \| \| 2,5 \| Österängen \| Österängen \| \| \| 4,0 \| Sandemar (ab 1918: Vättersnäs Hållplats) \| Sandemar (ab 1918: Vättersnäs Hållplats) \| \| \| 5,0 \| Sanna \| Sanna \| \| \| \| Huskvarnaån \| \| \| \| 5,3 0,0 \| Rosendala (ab 1935 Huskvarna Norra) \| Rosendala (ab 1935 Huskvarna Norra) \| \| \| \| \| \| \| \| \| Rosendala brygga \| \| \| \| 0,5 \| Odengatan \| Odengatan \| \| \| 1,4 \| Husqvarna Esplanaden (P-Verkehr bis 1923) \| Husqvarna Esplanaden (P-Verkehr bis 1923) \| \| \| \| \| \| \| \| \| Husqvarna Stationspaviljong (P-Verkehr ab 1923) \| \| \| \| \| \| \| \| \| 3,9 \| Husqvarna AB \| Husqvarna AB \| \| \| 10,6 \| Gisebo \| Gisebo \| \| \| 12,9 \| Vistakulle \| Vistakulle \| \| \| \| Landsjön \| \| \| \| 14,9 \| Kaxholmen \| Kaxholmen \| \| \| 16,9 \| Drättinge \| Drättinge \| \| \| 18,7 \| Lyckås gård \| Lyckås gård \| \| \| 19,8 \| Svängen (Skärstad) \| Svängen (Skärstad) \| \| \| 21,3 \| Berghemsvägen \| Berghemsvägen \| \| \| 22,5 \| Siringe \| Siringe \| \| \| 25,9 \| Brötjemark \| Brötjemark \| \| \| 27,4 \| Ingerydsvägen \| Ingerydsvägen \| \| \| 31,3 \| Bunn \| Bunn \| \| \| 32,7 \| Förnäs \| Förnäs \| \| \| \| Bunn \| \| \| \| \| Dunarpsvägen \| \| \| \| 37,3 \| Stora Hultrum \| Stora Hultrum \| \| \| 38,8 \| Kleryd kvarn \| Kleryd kvarn \| \| \| 41,2 \| Boarpsvägen \| Boarpsvägen \| \| \| 42,7 \| Vireda \| Vireda \| \| \| \| geplant \| \| \| \| \| Gripenberg \| \| \| \| \| \| \| \| Quellen: [1] \| \| \| \| | |                                                 |                                                 |
| Betriebs-/Güterbahnhof Streckenanfang (Strecke außer Betrieb) | -0,4 | Jönköping Strand                                | Jönköping Strand                                |
| Abzweig geradeaus und von rechts (Strecke außer Betrieb) | | von Jönköping C (ab 1935)                       | von Jönköping C (ab 1935)                       |
| Bahnhof (Strecke außer Betrieb) | 0,0 | Jönköping Östra (bis 1935)                      | Jönköping Östra (bis 1935)                      |
| Haltepunkt / Haltestelle (Strecke außer Betrieb) | 2,5 | Österängen                                      | Österängen                                      |
| Haltepunkt / Haltestelle (Strecke außer Betrieb) | 4,0 | Sandemar (ab 1918: Vättersnäs Hållplats)        | Sandemar (ab 1918: Vättersnäs Hållplats)        |
| Haltepunkt / Haltestelle (Strecke außer Betrieb) | 5,0 | Sanna                                           | Sanna                                           |
| Brücke über Wasserlauf (Strecke außer Betrieb) | | Huskvarnaån                                     | Huskvarnaån                                     |
| Bahnhof (Strecke außer Betrieb) | 5,3 0,0                                                                                                  | Rosendala (ab 1935 Huskvarna Norra)             | Rosendala (ab 1935 Huskvarna Norra)             |
| Strecke von links (außer Betrieb) · Abzweig geradeaus, nach links und nach rechts (Strecke außer Betrieb) · Strecke von rechts (außer Betrieb) | |                                                 |                                                 |
| Strecke (außer Betrieb) · Strecke (außer Betrieb) · Betriebsstelle Streckenende (Strecke außer Betrieb) | | Rosendala brygga                                | Rosendala brygga                                |
| Haltepunkt / Haltestelle (Strecke außer Betrieb) · Strecke (außer Betrieb) | 0,5 | Odengatan                                       | Odengatan                                       |
| Kopfbahnhof Streckenende (Strecke außer Betrieb) · Strecke (außer Betrieb) | 1,4 | Husqvarna Esplanaden (P-Verkehr bis 1923)       | Husqvarna Esplanaden (P-Verkehr bis 1923)       |
| Strecke von links (außer Betrieb) · Abzweig geradeaus und nach rechts (Strecke außer Betrieb) | |                                                 |                                                 |
| Kopfbahnhof Streckenende (Strecke außer Betrieb) · Strecke (außer Betrieb) | | Husqvarna Stationspaviljong (P-Verkehr ab 1923) | Husqvarna Stationspaviljong (P-Verkehr ab 1923) |
| Strecke von links (außer Betrieb) · Abzweig geradeaus und nach rechts (Strecke außer Betrieb) | |                                                 |                                                 |
| Betriebs-/Güterbahnhof Streckenende (Strecke außer Betrieb) · Strecke (außer Betrieb) | 3,9 | Husqvarna AB                                    | Husqvarna AB                                    |
| Bahnhof (Strecke außer Betrieb) | 10,6 | Gisebo                                          | Gisebo                                          |
| Bahnhof (Strecke außer Betrieb) | 12,9 | Vistakulle                                      | Vistakulle                                      |
| Haltepunkt / Haltestelle (Strecke außer Betrieb) | | Landsjön                                        | Landsjön                                        |
| Haltepunkt / Haltestelle (Strecke außer Betrieb) | 14,9 | Kaxholmen                                       | Kaxholmen                                       |
| Bahnhof (Strecke außer Betrieb) | 16,9 | Drättinge                                       | Drättinge                                       |
| Bahnhof (Strecke außer Betrieb) | 18,7 | Lyckås gård                                     | Lyckås gård                                     |
| Haltepunkt / Haltestelle (Strecke außer Betrieb) | 19,8 | Svängen (Skärstad)                              | Svängen (Skärstad)                              |
| Haltepunkt / Haltestelle (Strecke außer Betrieb) | 21,3 | Berghemsvägen                                   | Berghemsvägen                                   |
| Bahnhof (Strecke außer Betrieb) | 22,5 | Siringe                                         | Siringe                                         |
| Bahnhof (Strecke außer Betrieb) | 25,9 | Brötjemark                                      | Brötjemark                                      |
| Haltepunkt / Haltestelle (Strecke außer Betrieb) | 27,4 | Ingerydsvägen                                   | Ingerydsvägen                                   |
| Bahnhof (Strecke außer Betrieb) | 31,3 | Bunn                                            | Bunn                                            |
| Bahnhof (Strecke außer Betrieb) | 32,7 | Förnäs                                          | Förnäs                                          |
| Brücke über Wasserlauf (Strecke außer Betrieb) | | Bunn                                            | Bunn                                            |
| Haltepunkt / Haltestelle (Strecke außer Betrieb) | | Dunarpsvägen                                    | Dunarpsvägen                                    |
| Bahnhof (Strecke außer Betrieb) | 37,3 | Stora Hultrum                                   | Stora Hultrum                                   |
| Haltepunkt / Haltestelle (Strecke außer Betrieb) | 38,8 | Kleryd kvarn                                    | Kleryd kvarn                                    |
| Haltepunkt / Haltestelle (Strecke außer Betrieb) | 41,2 | Boarpsvägen                                     | Boarpsvägen                                     |
| Bahnhof (Strecke außer Betrieb) | 42,7 | Vireda                                          | Vireda                                          |
| Strecke (außer Betrieb) (im Tunnel) | | geplant                                         | geplant                                         |
| Kopfbahnhof Streckenende (Strecke außer Betrieb) | | Gripenberg                                      | Gripenberg                                      |
| | |                                                 |                                                 |
| Quellen: | |                                                 |                                                 |

Die Bahnstrecke Jönköping–Gripenberg war eine schmalspurige Bahnstrecke in Schweden. Sie hatte eine Spurweite von 600 mm und blieb entgegen der ursprünglichen Planung zwischen Vireda und Gripenberg über Hullaryd, Degela und Linderås unvollendet.

## Erste Planungen
Der Bau einer Bahnstrecke von Jönköping nach Gripenberg wurde erstmals 1883 von Graf James Hamilton vorgeschlagen, der auf Lyckås Gård zehn Kilometer nordöstlich von Huskvarna lebte. Der Graf suchte die Unterstützung des Barons Axel von Otter aus Stora Hultrum sowie die des Fabrikanten Wilhelm Tham, der seit 1877 Direktor der Husqvarna Vapenfabriks AB war. Dieser hatte versucht, einen direkten Anschluss an die seit den 1860er Jahren bestehende Bahnstrecke Nässjö–Falköping zu erhalten, was aber aufgrund des Geländes nicht möglich war. Eine auf eigene Kosten zu errichtende Strecke war Tham zu teuer, aber er sah in Hamiltons Vorschlag eine neue Möglichkeit, einen Bahnanschluss zu erhalten.
Zuerst wurde eine normalspurige Strecke projektiert, diese stellte sich aber als zu teuer heraus. Daher gingen die Überlegungen in Richtung des schwedischen Kosta-Systems, eine schwedische Variante der Decauville-Feldbahn mit einer Spurweite von zwei schwedischen Fuß. Im Juli 1891 reiste eine Delegation nach Kosta, um Informationen über das System zu sammeln. Zudem gab es Überlegungen, die Bahnstrecke Vaggeryd–Jönköping ebenso auszuführen. Die beiden Strecken sollten südlich zwischen Rocksjön und Munksjön zusammenführen, etwa an der Stelle, an der heute der Rangierbahnhof von Jönköping liegt. Allerdings wurde nach der erhaltenen Konzession die Halmstad Nässjö Järnvägar (HNJ) in Normalspur und nur die JGJ im Kosta-System gebaut.
Der zuerst angedachte Anschluss an die Bahnstrecke Malmö–Katrineholm bei Nobynäs wurde aufgegeben, da das Gelände ungeeignet erschien. Auch Frinnaryd schied wegen einer 1,5 Kilometer langen Steigung bei einer Neigung von 1:40 aus. Im Juni 1891 wurde dann Gripenberg als Ziel festgelegt, was den Namen Jönköping-Gripenbergs Järnväg oder Gripenbergsbanan zur Folge hatte.

## Jönköping Gripenbergs Järnvägs Aktiebolag
Zur Gründung der Jönköping Gripenbergs Järnvägs Aktiebolag begann die Suche nach Aktionären. Vor allem im nördlichen Teil der Strecke gab es Probleme, da dort mit der Planung der Strecke Gränna–Tranås ein Konkurrenzprojekt bestand. Die Gemeinden an der zukünftigen Strecke kauften nur kleine Aktienpakete, sodass die größten Anteile von Hamilton, der Stadt Jönköping und Huskvarna AB übernommen wurden. Huskvarna stellte dafür einige Bedingungen wie einen eigenen Fabrikbahnhof, die kostenlose Zustellung von Güterwagen auf einem Gleisanschluss im Fabrikgelände, einen Gleisanschluss auf der Pier von Rosendala, Ortstarife nicht höher als der der SJ sowie halber SJ-Tarif für die Strecke Rosendala-Fabrikbahnhof. Hamilton kaufte Aktien für sein gesamtes Vermögen und seine Mutter Stephanie Hamilton zeichnete 50 Aktien für Gleisanschlüsse in die Ziegelei, in das Sägewerk und in die Molkerei in Lyckås und Drättinge. Damit war das notwendige Aktienkapital in Höhe von 500.000 Kronen gezeichnet.

## Bahnbau
Nachdem das Kapital vorhanden war, wurde mit der Ausführung ohne vorherige Ausschreibung begonnen. Die Pläne wurden vom Eisenbahnbüro Axel Hummel gezeichnet. Hamilton, der Präsident der Aktiengesellschaft, entschied, dass Kasse und Buchführung in seinem Büro in Lyckås von seiner Buchhaltung erledigt werden sollten. Er kaufte zuerst 1500 Tonnen Schienen mit einem Metergewicht von zehn Kilogramm - diese Menge war viel größer, als für den gesamten Bahnbau benötigt wurde. Tham machte diesen Kauf rückgängig, es wurde jedoch eine Abstandssumme von 15.000 Kronen fällig.
Im Februar 1893 fand der Spatenstich für das erste Baulos nach Huskvarna statt. Hamilton handelte auf eigene Verantwortung, denn er wollte möglichst schnell seine Waren von Lyckås aus mit der Bahn befördern. Deshalb ließ er bei Vistakulle Sprengungen vornehmen. Dieses Vorgehen ließ er sich nachträglich genehmigen. Seine Entscheidungen traf Hamilton immer, wenn Tham abwesend war. Er verhandelte eigenständig mit den SJ über die Einfädelung in den Bahnhof Gripenberg und begann dort mit Erdarbeiten. Außerdem setzte er durch, dass das Gleis Richtung Jönköping Hauptbahnhof zwischen dem Vättern und den Gleisen der SJ gelegt wurde. Er ließ dieses Gleis provisorisch legen, aber vor der Betriebsaufnahme endeten alle Aktivitäten mit der Finanzkrise im März 1884.
Tham vermutete bereits 1893, dass die Aktiengesellschaft nicht richtig geführt wurde. Er versuchte erfolglos, die Bücher zu überprüfen. Dies gelang ihm erst im Februar 1894. Zu diesem Zeitpunkt wurde klar, dass Hamilton 125.000 Kronen ohne die Genehmigung durch den Verwaltungsrat ausgegeben hatte. Zusätzlich wollten Hamilton und von Otter eine Garantie für 350.000 Kronen, die für den Weiterbau benötigt wurde. Tham lehnte diese Garantie ab, denn Huskvarna AB hatte erst mit Mühe die Finanzkrise wenige Jahre zuvor überstanden. Die Waffenfabrik bezahlte einen Teil der Schulden und übernahm 30 entlassene Eisenbahnarbeiter. Im März 1894 fand eine Aktionärsversammlung in Drättinge statt, wohin man ein provisorisches Gleis gelegt hatte. Dort forderte Tham die Übernahme der Buchführung durch eine autorisierte Stelle in Jönköping. Die Waffenfabrik schoss weiterhin Geld zu und so konnte die Strecke bis Huskvarna im April 1894 eröffnet werden. Da Hamilton erneut Mittel forderte, vermutete Tham weiterhin, dass dieser Geld veruntreut habe. Dennoch konnte am 22. August 1894 die Strecke bis Lyckås einschließlich aller Gleisanschlüsse in Betrieb genommen werden.
Im Mai 1896 folgte wieder eine Gesellschafterversammlung der Aktiengesellschaft. Hamilton war in der Presse von H.N. Laurell von der Stadt Jönköping angegriffen worden und drohte bei dieser Versammlung, die Gesellschaft auf die geliehene Summe von 200.000 Kronen zu verklagen. Ein Weiterbau der Strecke erfolgte erst 1898 in Richtung der Endstation, als erneut eine Bürgschaft für einen Bankkredit unterzeichnet worden war. Im Dezember 1898 war Bunn erreicht, am 21. Oktober 1899 kam der Schienenstrang in Förnäs an. Hier wollte man aus wirtschaftlichen Gründen den Bahnbau beenden. Auf Grund des Druckes von Seiten der Gemeinde Vireda erfolgte aber ein Weiterbau bis Vireda, das am 18. Dezember 1900 an die Schiene angeschlossen wurde.
Auf der Hauptversammlung am 31. Mai 1916 wurde Hamilton nicht mehr als Mitglied des Verwaltungsrates wiedergewählt. Dies geschah auf Betreiben der Stadt Jönköping und Huskvarna AB, die den Rechtsanwalt der Stadt Jönköping, V. Graneli, im Gremium haben wollten. Hintergrund war die Tatsache, dass Hamilton die Bahn allein und ohne Vorstand verwalten wollte, die Wünsche der Mitarbeiter nicht beachtete und kein Verständnis für den wachsenden Transportbedarf für die Huskvarna AB hatte. Nach der Ablösung Hamiltons wurden die Wünsche der Firmenleitung berücksichtigt und Jönköping Strand als Umladestation für den Warenverkehr bestimmt. Um die Transportkapazitäten zur Firma zu erweitern, plante man 1917, eine dritte Schiene einzubauen, um normalspurige Güterwagen direkt in das Werksgelände fahren zu können. Diese Schiene wurde bis zur Stilllegung der Bahn am 31. August 1935 nicht eingebaut.

## Verkehr
Die Betriebswerkstatt der Bahn befand sich in Jönköping Östra. Der Hauptverkehr auf der Strecke fand zwischen Jönköping und Huskvarna statt. Hier verkehrten zwischen 7 und 22 Uhr stündlich Personenzüge. Jönköping Strand war die Umladestation zur normalspurigen SJ. In Rosendala brygga konnten die Waren direkt von den Schiffen auf die Eisenbahn verladen werden.
Ausflugszüge fuhren vor allem im Sommer teilweise mit offenen Personenwagen zum Aussichtsberg Vistakulle und zu den Badeplätzen in Landsjön und Bunn. Bunn war zudem ein Güterumschlagplatz, Holz und Zellstoff von den umliegenden Sägewerken wurde angeliefert und mit dem Schiff, das am Bahnhofskai anlegen konnte, zur Sulfitfabrik Nynäs (AB Sulfitfabriken Nynäs) über den See Ruppen gebracht. Auf dem Rückweg wurden die fertigen Papierballen vom Schiff auf den Zug verladen.
Von Stora Hultrum aus verkehrten in den Sommermonaten zuerst das Dampfboot Svanen und später die größere S/S Ören über den Ören-See nach Örserum. Die Haltestelle Landsjön wurde nur im Sommer für Badegäste bedient.
Für die Strecke wurden unter anderem folgende Fahrzeuge beschafft:
| Nummer | Foto u. Name | Bauart                                   | Achsfolge   | Hersteller                                         | Baujahr  | Verbleib                                                                                           |
| ------ | ------------ | ---------------------------------------- | ----------- | -------------------------------------------------- | -------- | -------------------------------------------------------------------------------------------------- |
| 1      |              | Tenderlok                                | B'+B' t     | J. & C. G. Bolinders Mekaniska Verkstad, Stockholm | 1/1893   | 1913 ausgemustert                                                                                  |
| 2      |              | Tenderlok                                | B'+B' t     | J. & C. G. Bolinders Mekaniska Verkstad, Stockholm | 2/1893   | 1911 ausgemustert                                                                                  |
| 3      |              | Tenderlok mit zusätzlichem Schlepptender | B'+B' t + 2 | J. & C. G. Bolinders Mekaniska Verkstad, Stockholm | 3/1893   | 1915 ausgemustert                                                                                  |
| 4      |              | Tenderlok                                | C 1' t      | Decauville                                         | 294/1899 | Typ 10, in Tubize in Belgien gebaut und bei JMW in Jönköping montiert; 1930 ausgemustert           |
| 5      |              | Tenderlok                                | 1' C 1' t   | Motala Verkstad                                    | 298/1902 | 1935 ausgemustert                                                                                  |
| 6      |              | Tenderlok                                | 1' C 1' t   | Motala verkstad                                    | 299/1902 | 1935 ausgemustert                                                                                  |
| 7      |              | Tenderlok                                | 1' C 1' t   | Motala verkstad                                    | 371/1906 | 1935 ausgemustert                                                                                  |
| 8      |              | Tenderlok                                | 1' C 1' t   | Motala verkstad                                    | 470/1911 | 1935 ausgemustert                                                                                  |
| 9      | NIAN         | Tenderlok                                | 1' C 1' t   | Motala verkstad                                    | 568/1915 | 1935 an Aspa bruk, Nr. 4; 1963 an Heimatmuseum Skärstad, leihweise bei Östra Södermanlands Järnväg |

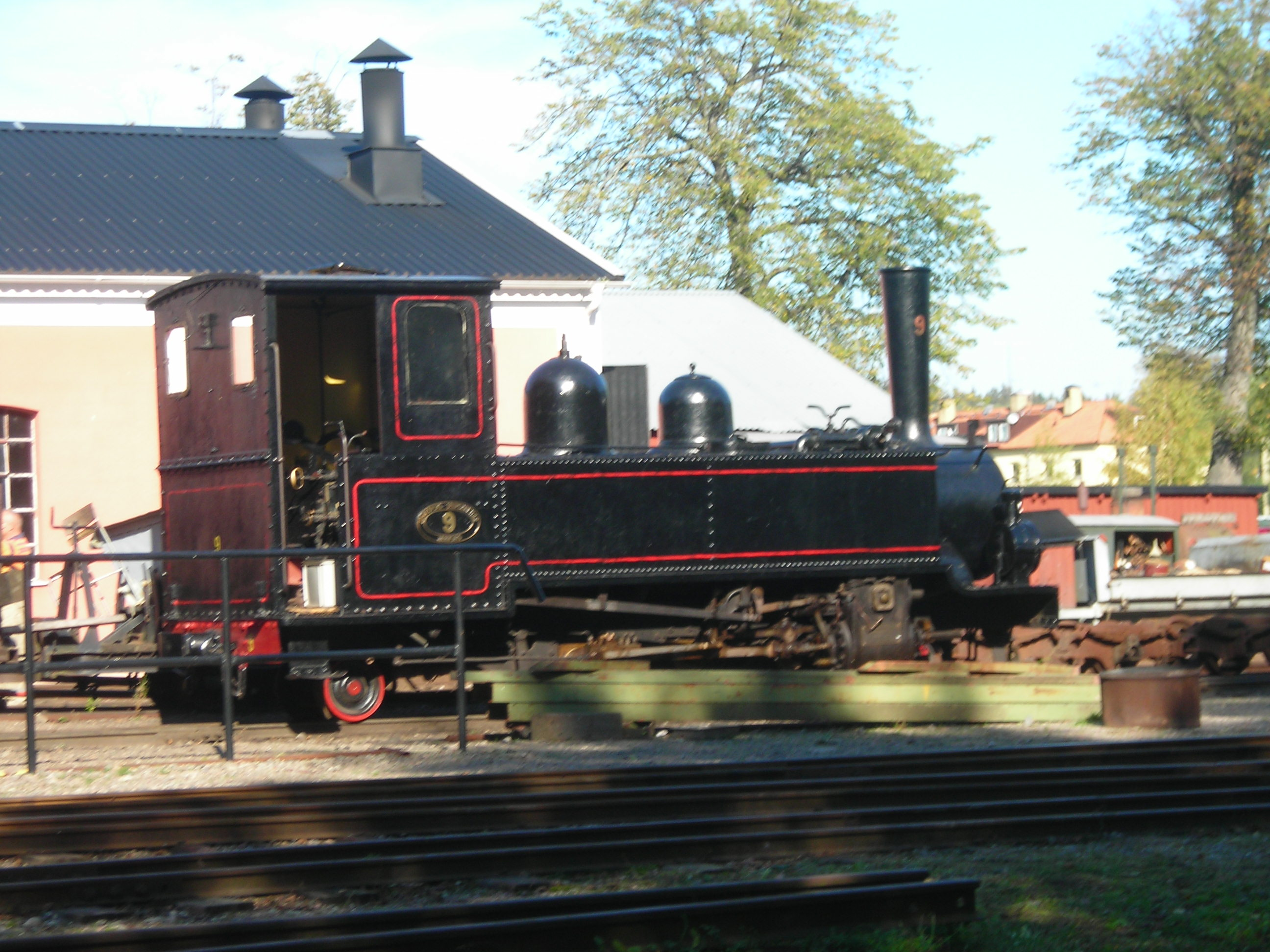
Lok 9 der JGJ ist heute noch vorhanden

Um gegen den Busverkehr konkurrenzfähig zu sein, wurden um 1920 zwei Personenwagen in Dieseltriebwagen umgebaut. Zwei weitere Personenwagen wurden als Beiwagen hergerichtet. Vor der Stilllegung wurde sogar die Möglichkeit diskutiert, die Strecke zu elektrifizieren, um eine Verlängerung der elektrisch betriebenen Straßenbahn zwischen Jönköping und Huskvarna zu verhindern. Nach der Stilllegung der Strecke übernahmen die SJ den Streckenabschnitt bis Husqvarna AB und bauten diesen auf Normalspur um. Der Bahnhof Rosendala wurde in Huskvarna Norra umbenannt.
Die Lok 9 ist erhalten. Sie gehört dem Heimatmuseum von Skärstad und stand bis 2006 in Kaxholmen. Sie wurde betriebsfähig restauriert und war bis 2014 leihweise bei der Östra Södermanlands Järnväg im Einsatz. Im Winter 2020/21 wurde sie erneut untersucht und weiterhin eingesetzt,